# La Folie du millionnaire
Pour plus de détails, voir Fiche technique et Distribution.
La Folie du millionnaire est un film burkinabè réalisé par Oumar Dagnon sortie en 2018.

## Résumé
Adams est un chômeur. Il vit avec sa femme Sandy qui le soutient financièrement et l'appui pour prendre en charge leurs besoins. Pour venir en aide à son époux, Sandy contracte un prêt en banque afin qu’il puisse mettre en place une société d’import-export. Les affaires d’Adams prospèrent faisant de lui un multimillionnaire. Alors ce dernier devient arrogant et ingrat et met sa femme à la porte. Il fait la belle vie jusqu’au jour où il se fait arnaquer et perd tout,. 

## Équipe technique
- Réalisateur : Oumar Dagnon
- Directrice de production : Aïcha Dagnon Compaoré
- Producteur exécutif : Oumar Dagnon
- Image ː Ives Edgard Bonkoungou
- Électro : Souleymane Dagnon
- Assistante image ː Isis Ismaël Kaboré
- Fils : Halassane Sanfo
- Assistant son ː Issiaka Diallo, Hamidou Ouédraogo
- Décor : Tony Ouédraogo
- Maquillage : Rufine Kambou
- Réalisateur : Abdel Aziz Yago

- Société de production : Le 3e œil Productions

- Date de sorti : 2018
- Durée : 115 minutes[4]

## Distribution
- Djamina Ouédraogo dans le rôle de Fanta
- Anthony Ouédraogo dans le rôle d'Yves
- Alassane Dakissaga comme M. Balima
- Viviane Yanago dans le rôle de Sandy
- Moussa Guigma dans le rôle d'Adams Keita
- Issiaka Ouattara dans le rôle de Bala Traoré
- Rihanata Zongo dans le rôle de Nafi
- Odilia Congo Yoni comme la mère de Sandy
- Idrissa Compaoré dans le rôle de Sap le speedster
- Rufine Kambou : la secrétaire de Bala Traoré
- Serge Ouédraogo dans le rôle de Zeb la gachette
- Omar Dem dans le rôle de Kenzo
- Isaac Compaoré dans le rôle d'Eddy
- Abdel Aziz Yago dans le rôle d'Idriss Keita
- Aminata Ouédraogo dans le rôle de Mariam Keita
- Sibiri Zerbo dans le rôle de M. Kaboré
- Nafissatou Ilboudo dans le rôle d'Orokia
- Souleymane Dagnon comme coursier